# Église Saint-Laurent de Binos
Pour les articles homonymes, voir Église Saint-Laurent.
L'église Saint-Laurent de Binos est une église catholique située à Binos, dans le département français de la Haute-Garonne.

## Présentation
L'église date du XIIe siècle, elle a eu de nombreux remaniements jusqu'au XIXe siècle.
L'église est entourée d'un cimetière.
L'édifice a conservé sa façade romane en pierres appareillées, et elle est construite sur un plan rectangulaire. La nef est réalisée avec un plafond en bois.

## Description

### Extérieur
Sur l'un des pilastres du portail du petit cimetière est placé en réemploi une pierre où est gravée un chrisme datant du XIIe siècle. Ce chrisme proviendrait de l'église primitive.

#### Fenêtre de la façade
La façade présente une fenêtre typiquement romane.
Les églises romanes du Comminges ont des nefs peu lumineuses, car les ouvertures sont étroites et rares.

#### Le clocher-mur
Le clocher-mur est percé de deux baies jumelles en arc brisé abritant deux cloches.

#### Le portail d'entrée
Le portail sans tympan est décorée de voussures finement appareillées.
Les billettes sont décorées de damiers, des croix latines sont sculptées dans l'intrados.

### Intérieur
Les tableaux du chemin de croix sont placés sur les murs de l'église.

#### Latabernacle
Sur l'autel latéral placé à gauche du chœur est posé un tabernacle à ailes en bois sculpté et doré.
Partie inférieure
Sur les ailes sont placées des niches où se trouvaient des statuettes. Sur la porte du tabernacle est représenté un christ de pitié.
Partie supérieure
Sur la partie supérieure est placée une niche qui supportait une statuette. Au sommet trône une statuette de la Vierge à l'Enfant.

## Mobilier
Sont inscrits à l'inventaire des objets des monuments historiques :
- Le tabernacle en bois datant du XVIIIe siècle[1].
- La cuve baptismale en grès rose datant du Moyen Âge[2].
- Un vase d'autel en porcelaine de Valentine datant du XIXe siècle[3].

## Galerie

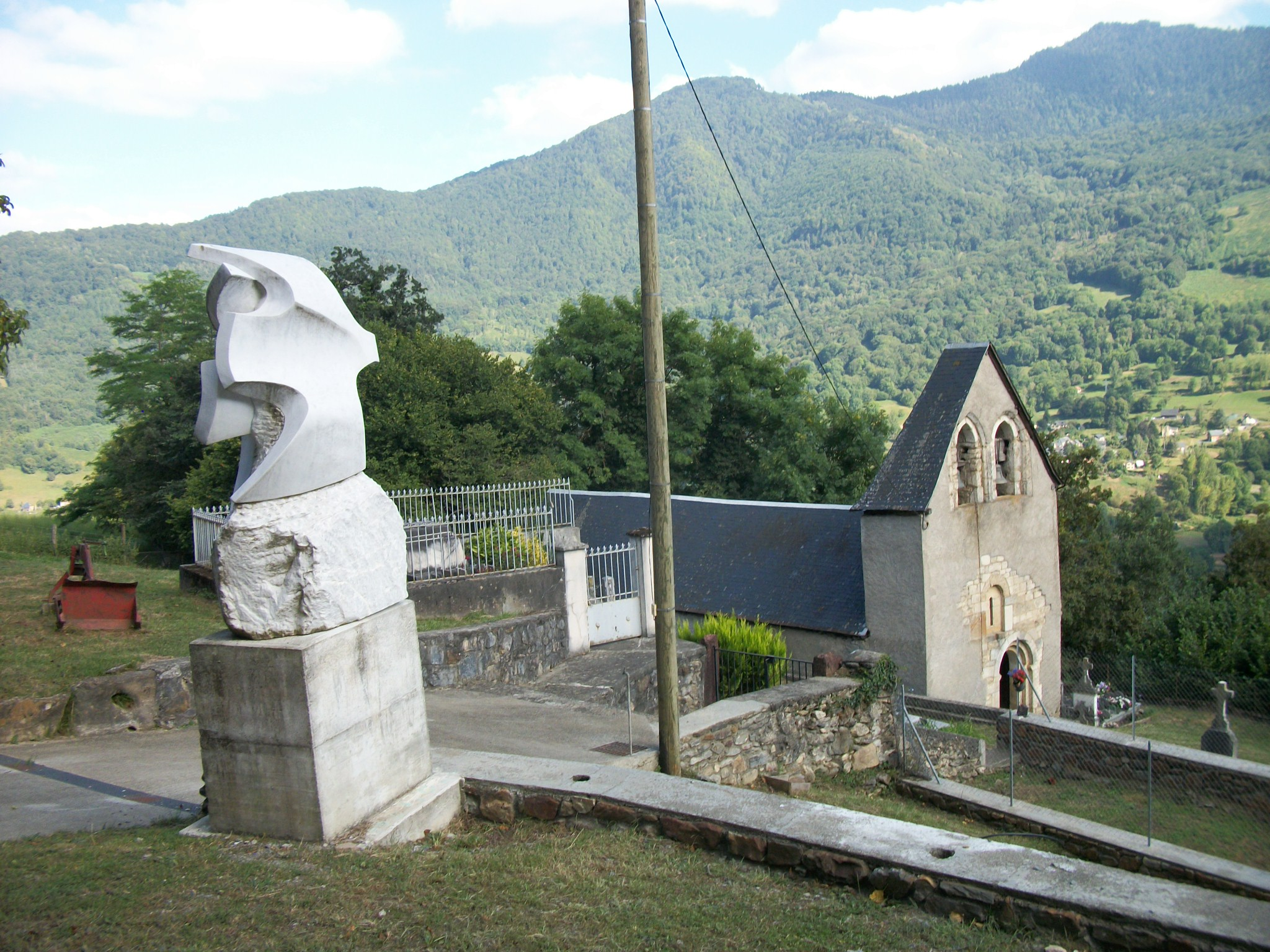
Sculpture monumentale en marbre et l'église.
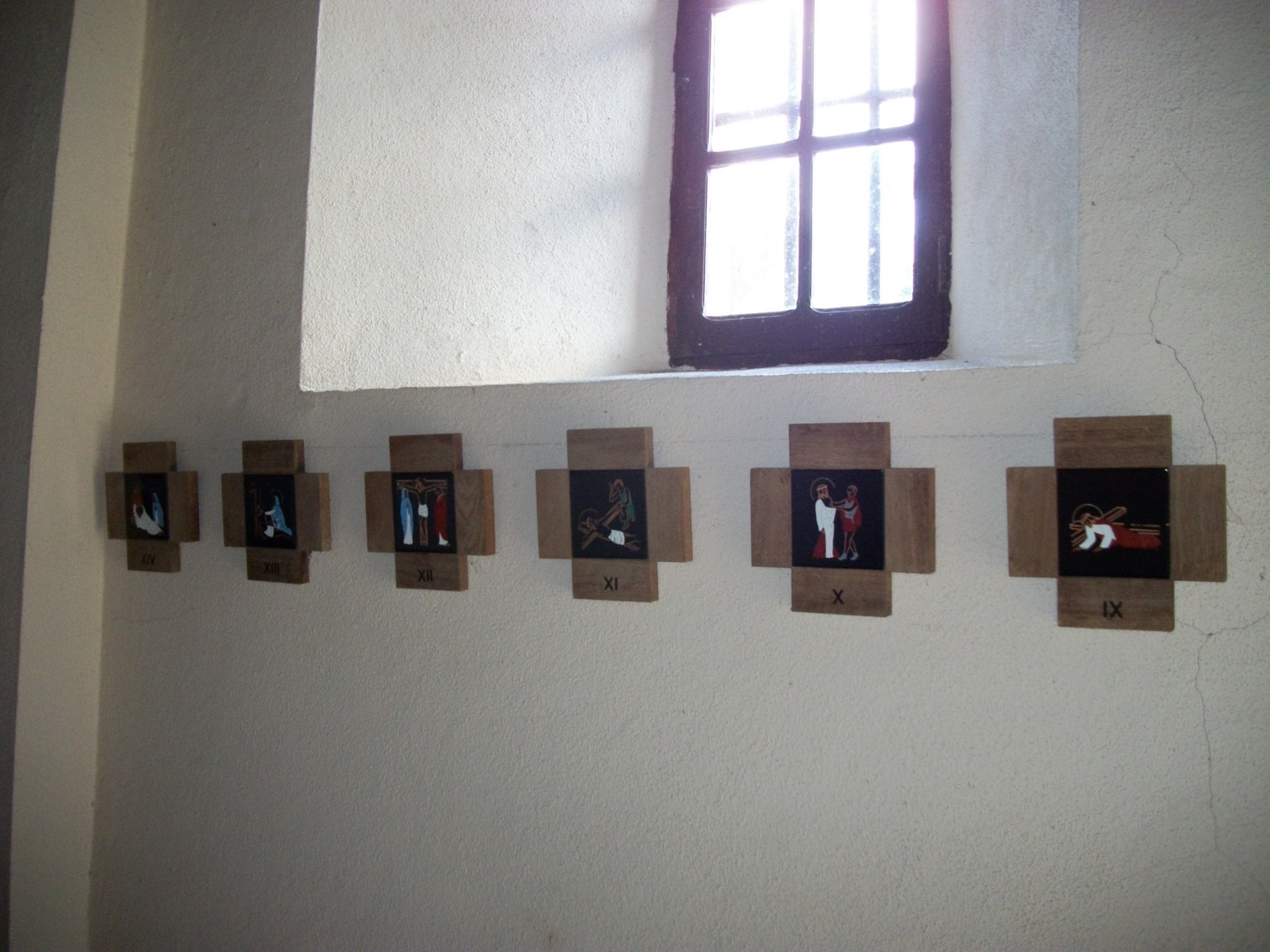
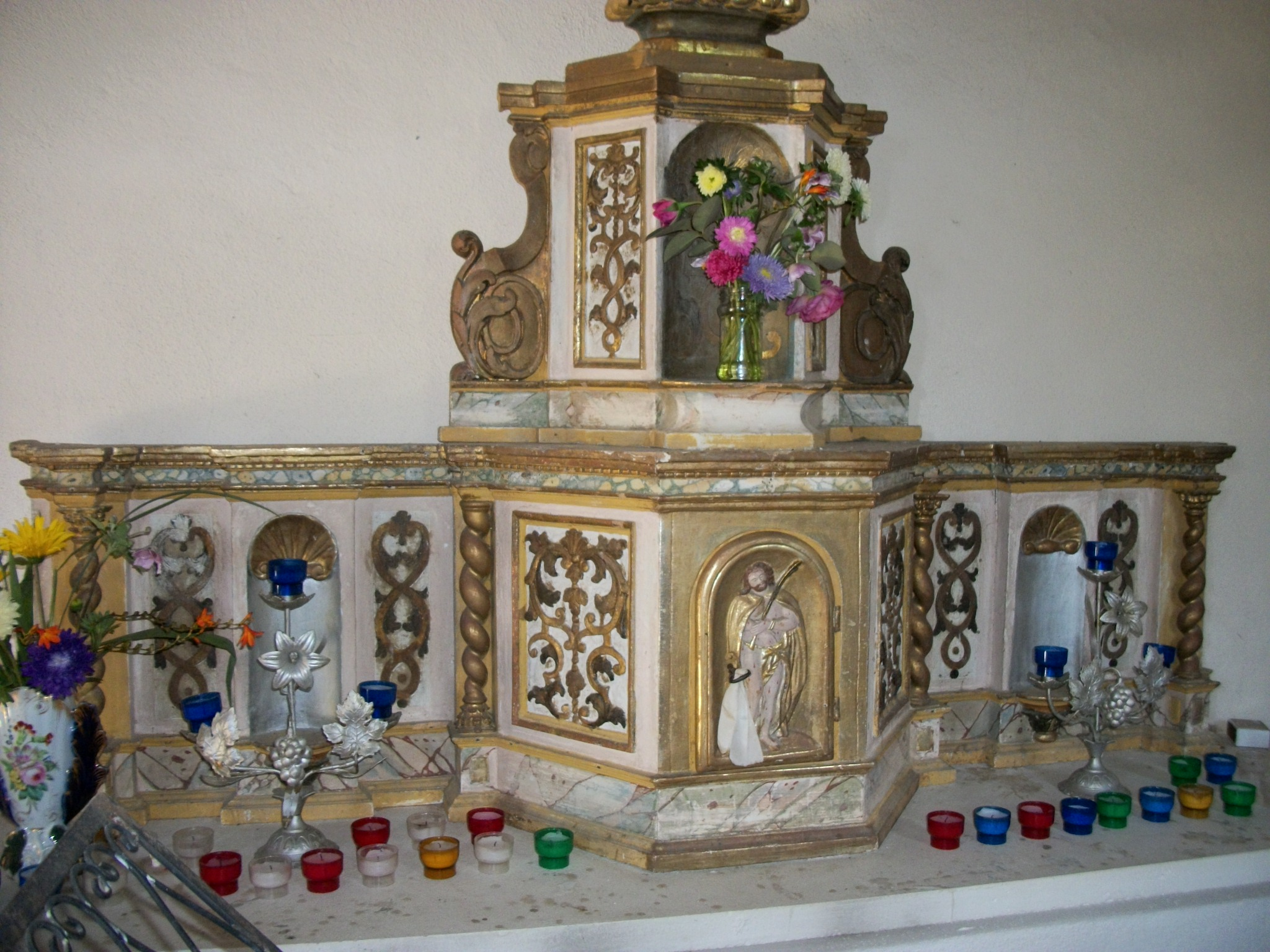
Partie inférieure.